# Grandstar Cargo
Grandstar Cargo International Airlines Company (en chino simplificado, 银河国际货运航空有限公司) fue una aerolínea de carga con sede en Tianjin, China. Era una empresa conjunta entre Sinotrans Air transportation Development Company y Korean Air Cargo. Fue planeada para operar vuelos de carga internacionales regulares y no regulares a Europa, América y Asia.
La aerolínea fue fundada en 2008 y cesó sus operaciones en mayo de 2012, operó vuelos de carga a Frankfurt, Shanghái y Seúl desde Tianjin, utilizando un único Boeing 747-400F/SCD en su flota